# Тіманський кряж
Тіма́нський кряж (рос. Тиманский кряж) — височина на північному сході Східно-Європейської рівнини. Протягується від Чоської губи Баренцева моря на північний захід, до витоків р. Вичегди на північний схід (у Комі і Архангельській області Росії).
Довжина підвищення близько 900 км. Долинами рр. Піжма Печорська і Мезенська Піжма ділиться на південну, середню і північну частини. Північна частина височини складається з невисоких пасом: Косьмінський Камінь, Тіманський Камінь тощо, з висотою до 303 м; середня — найбільш висока до 471 м (Четласький Камінь). Південна має платоподібний характер, долинами річок розтята на ряд окремих піднесень  — парм (до 300—350 м заввишки).
У геологічному відношенні Тіманський кряж належить до області байкальської складчастості, відокремленої від епікарельської Російської плити глибинними розломами. У зведеній частині височина складена осадково-метаморфічним комплексом рифею з інтрузіями гранітів та сіенітів. Платформовий чохол складний морськими і континентальними породами силуру, девону і карбону; крила підвищень і прогинань — відкладеннями перму, тріасу і юри.
Корисні копалини: середньодевонські розсипи мінералів (Ярега), боксити (Четласький Камінь), родовища нафти і газу (Тімано-печорський нафтогазоносний басейн), агати ювелірно-виробів, пов'язані з девонськими базальтами, будівельне каміння.
Північна частина Тіманського кряжу розташована в межах тундри і лісотундри, південна — в межах тайги.